# Silva e Águas Vivas
Silva e Águas Vivas (llamada oficialmente União das Freguesias de Silva e Águas Vivas) es una freguesia portuguesa del municipio de Miranda de Duero, distrito de Braganza.

## Historia
Fue creada el 28 de enero de 2013 en aplicación de una resolución de la Asamblea de la República de Portugal promulgada el 16 de enero de 2013 con la unión de las freguesias de Águas Vivas y Silva, pasando su sede a estar situada en la antigua freguesia de Silva.

## Demografía
| Gráfica de evolución demográfica de Silva e Águas Vivas entre 2011 y 2021 |
|                                                                           |
| Datos según el nomenclátor publicado por el INE portugués.                |